# Тапа (станція)
Тапа (ест. Tapa raudteejaam) ― вузлова залізнична станція, розташована в однойменному містечку повіту Ляене-Вірумаа на розгалуженні ліній Таллінн — Тарту і Таллінн — Санкт-Петербург.

## Історія
Невеличку станцію IV класу, де було лише три колії, було відкрито 1870-го року у складі залізниці Палдіскі — Таллінн — Нарва.
Через будівництво Тартуської лінії 1876-го Тапа стала залізничним вузлом. Тут побудували депо, ремонтний цех і другу платформу. Також було розширено будівлю вокзалу, щоб забезпечити пасажирів умовами за стандартами II класу.
9 січня 1919 року під час війни за незалежність Естонії тут відбулася військова операція з метою оволодіння стратегічно важливим транспортним вузлом Тапа, захопленим Червоною Армією. На згадку про цю подію на будівлі станції Тапа відкрито меморіальну дошку.
1985-го року було розпочато будівництво другої колії між Талліном та Тапою, остання дільниця якої була відкрита для руху поїздів у січні 1992-го.
Електрифікована 2024 року. Розпочато електрифікацію лінії в бік Тарту.   

## Галерея

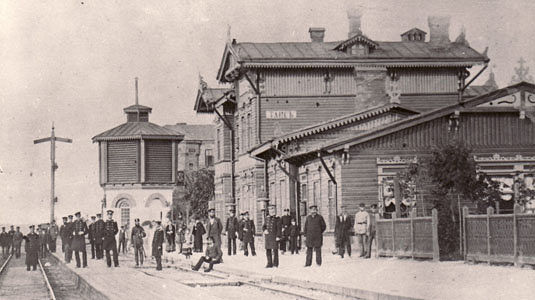
Станція, 1896
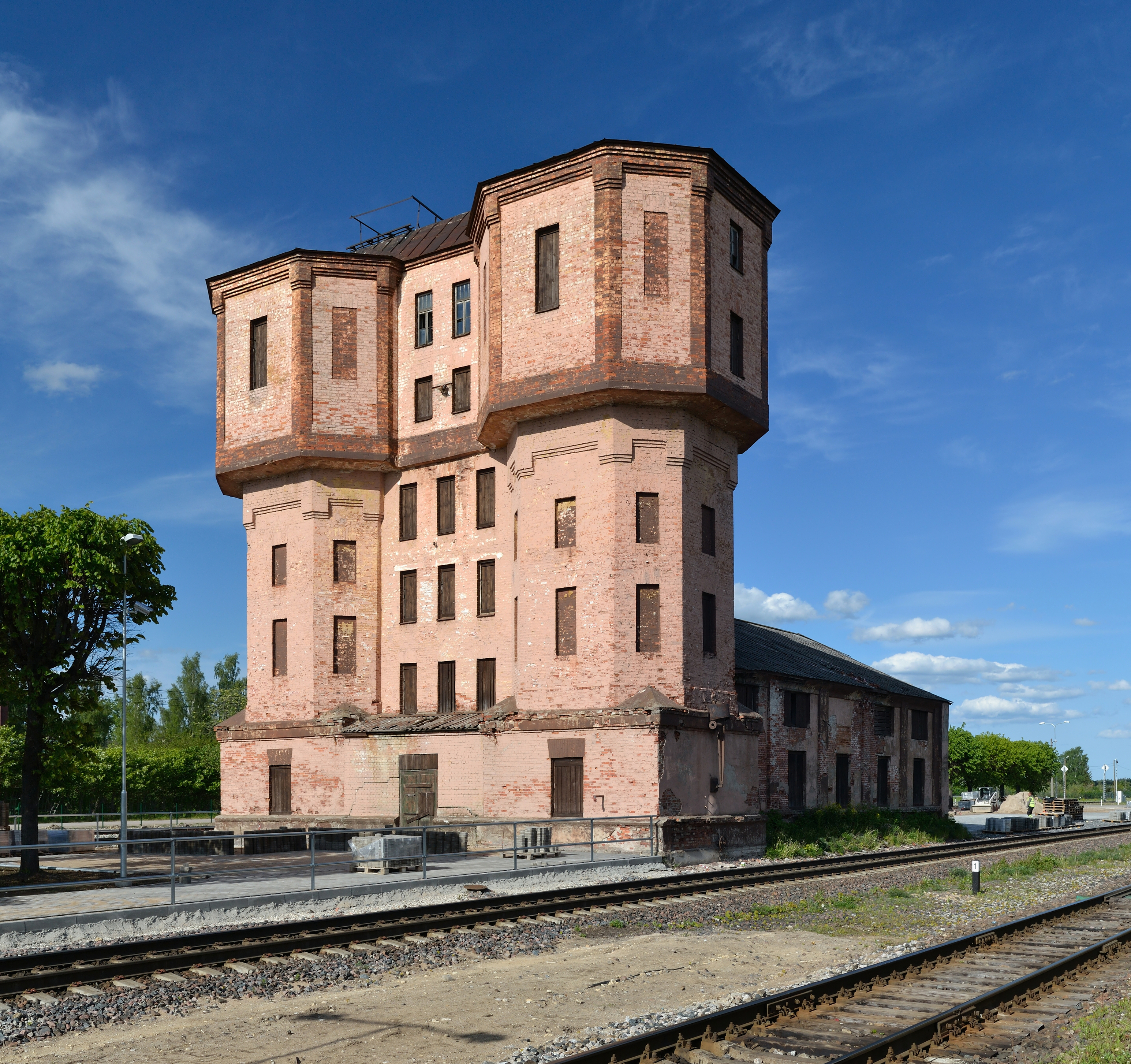
Водонапірна вежа
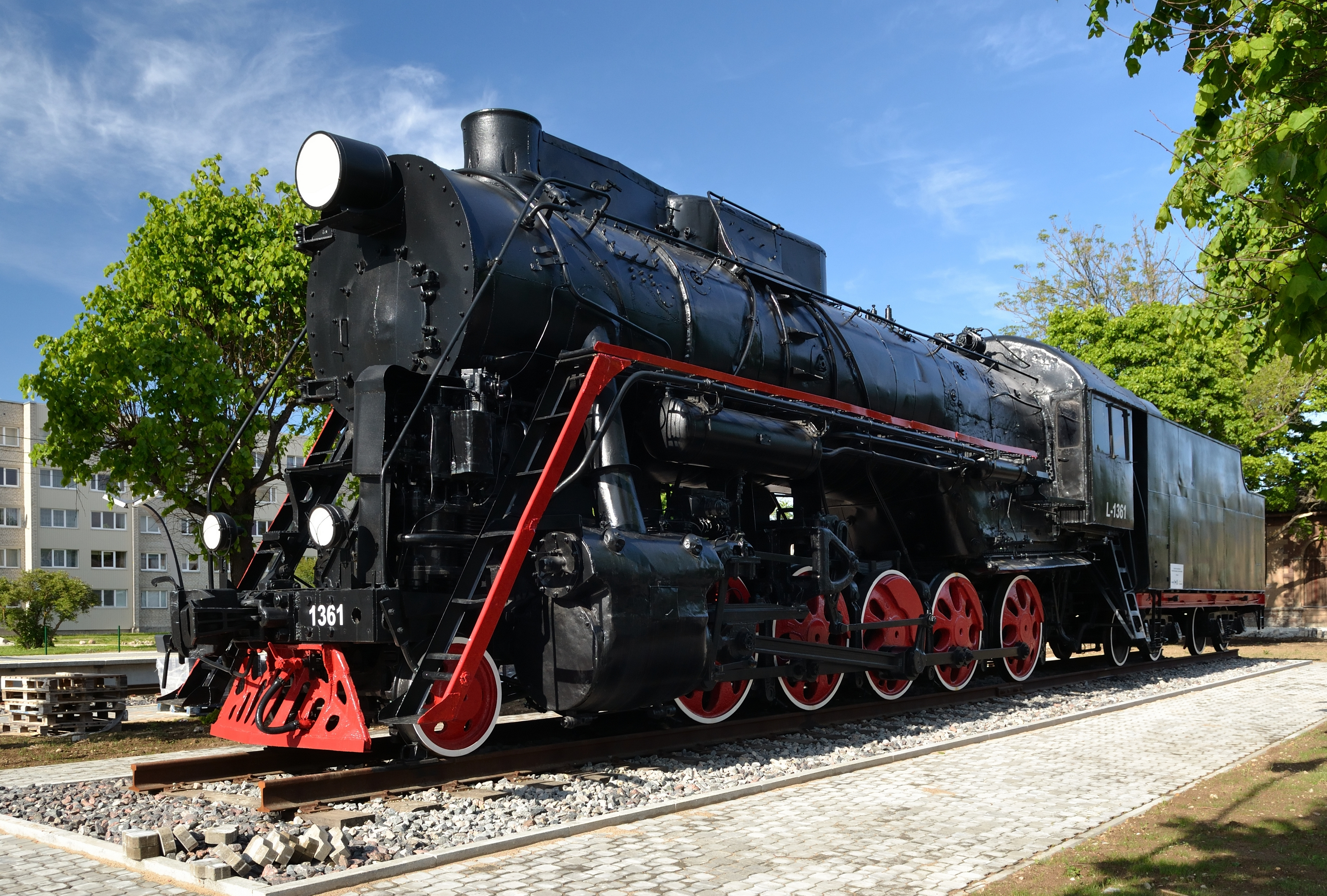
Паровоз L-1361
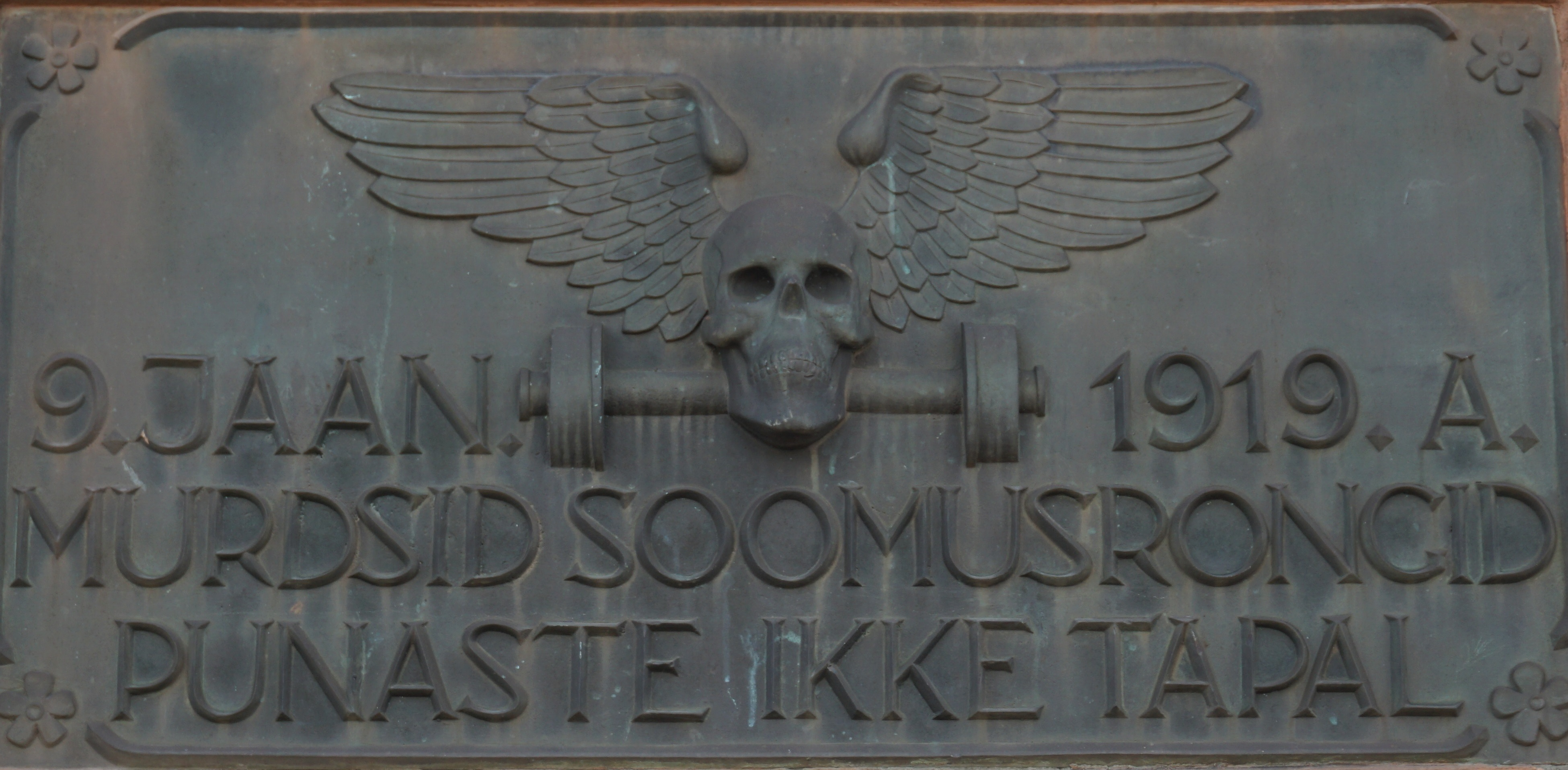
Меморіальна дошка на пам'ять про війну за незалежність Естонії
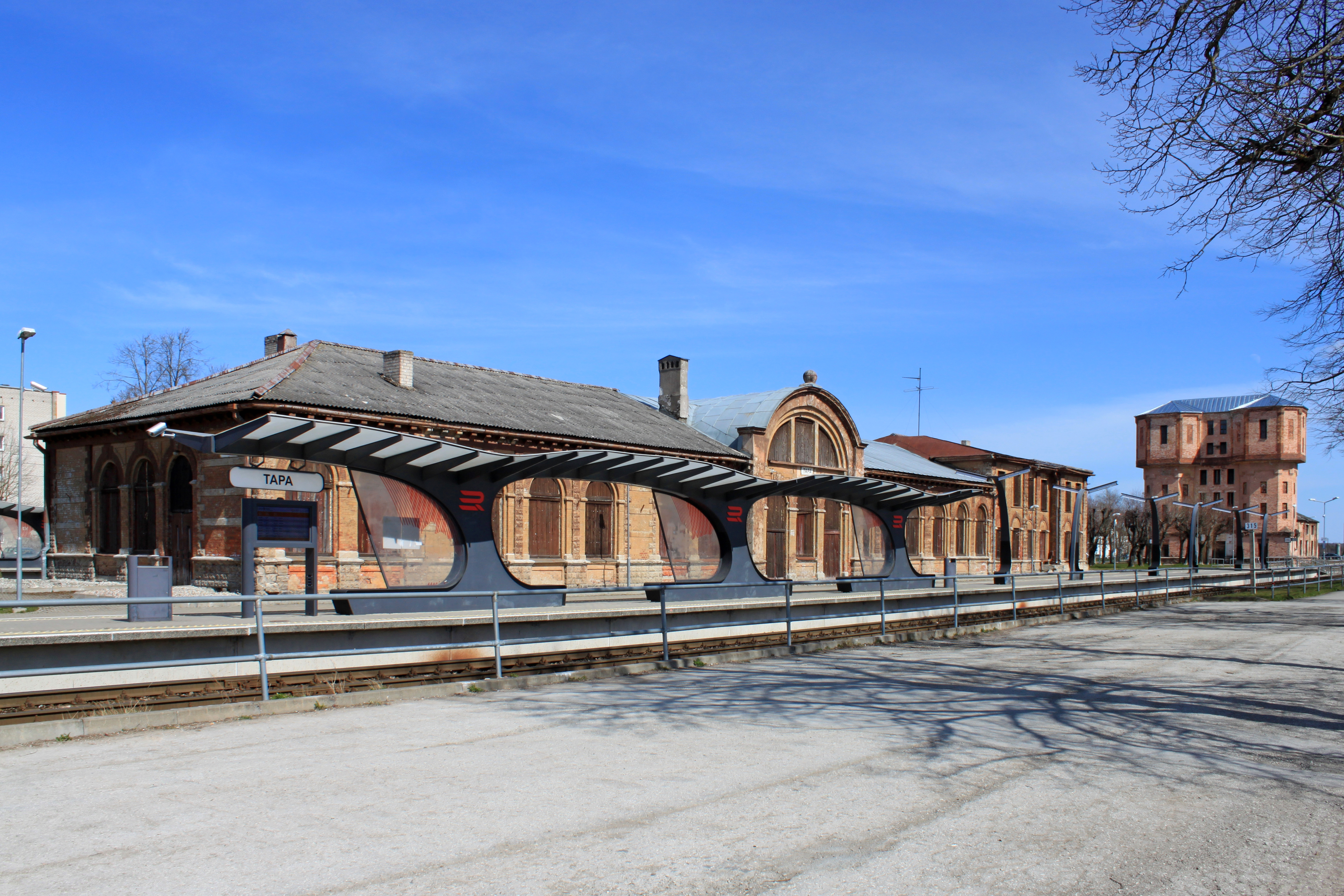
Перон станції